# Filomeno Paixão

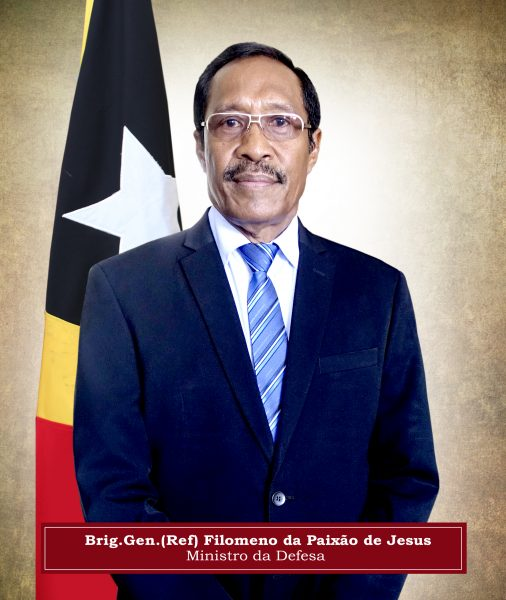
Verteidigungsminister Filomeno Paixão

Filomeno da Paixão de Jesus (* 27. März 1953 in Bobonaro, Portugiesisch-Timor) ist ein ehemaliger Offizier der Verteidigungskräfte Osttimors (F-FDTL). Von 2018 bis 2023 war er als Parteiloser der Verteidigungsminister Osttimors.

## Werdegang

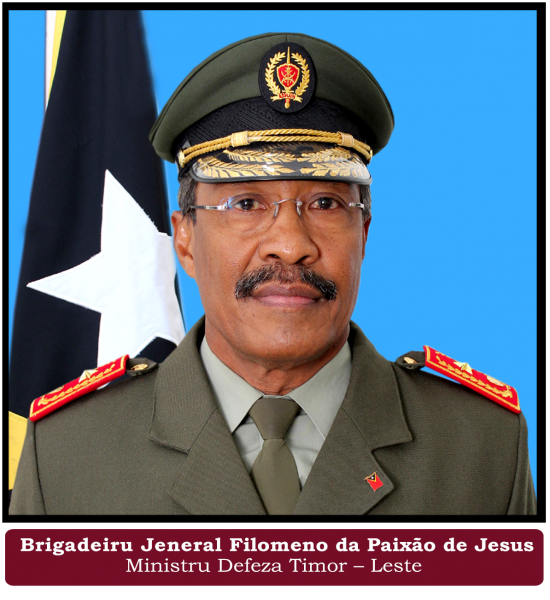
Brigadegeneral Filomeno Paixão

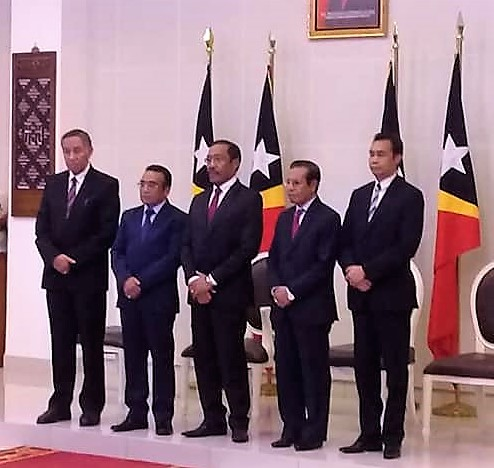
Amtseinführung von Paixão als Verteidigungsminister (2018)

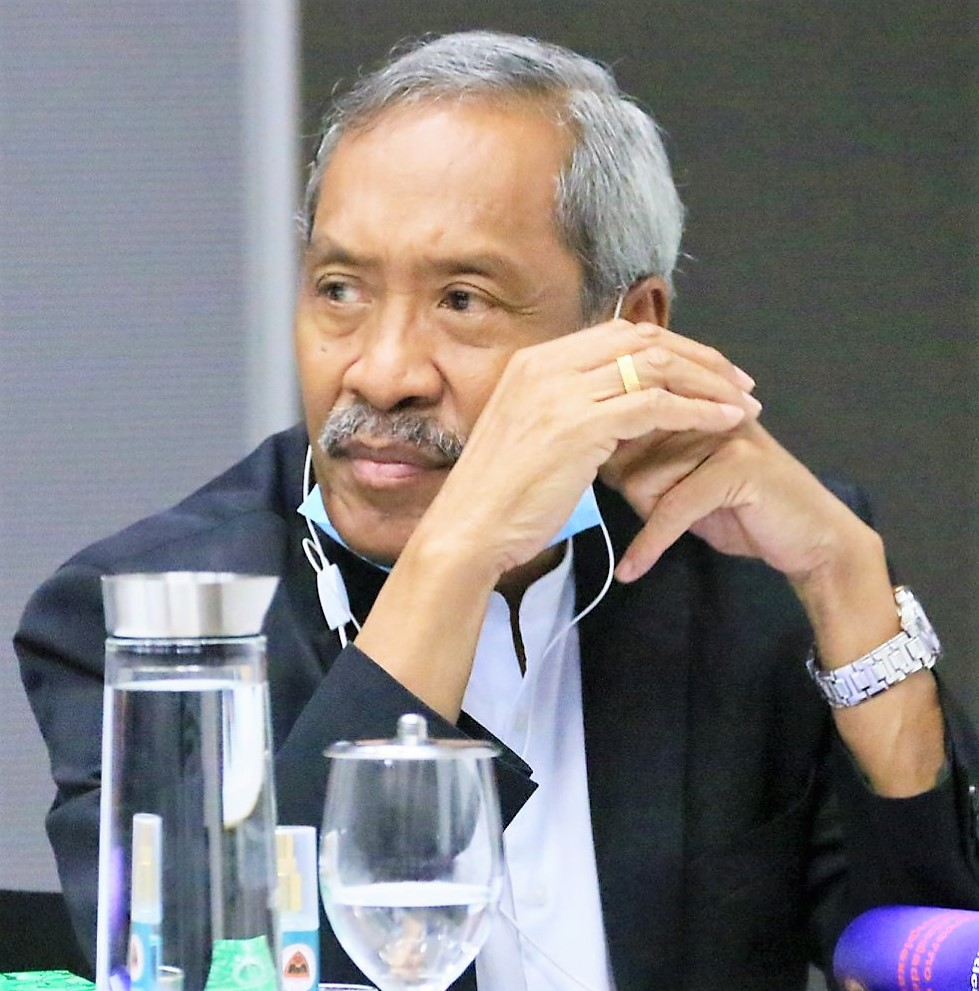
Verteidigungsminister Paixão (2020)

Paixão stammt aus dem Westen des Landes. 1973 schloss er nach sieben Jahren die Schule mit der Sekundarstufe am Liceu Dr. Francisco Machado ab. Den Promotionskurs für Generäle absolvierte Paixão von Juni 2010 bis Juni 2011 in Portugal und zusätzlich ein Postgraduales Studium in Jura an der Universidade Nasionál Timór Lorosa'e (UNTL) zwischen 2007 und 2012.
Von September 1971 bis August 1975 arbeitete Paixão in der kolonialen Finanzverwaltung Portugiesisch-Timors und gehörte 1974 zu den Gründern der Associação Social Democrática Timorense (ASDT), der späteren FRETILIN. Hier wurde er im November 1975 Vizesekretär für Justiz.
Als Indonesien 1975 sein Nachbarland Osttimor besetzte, schloss sich Paixão dem bewaffneten Widerstand der FALINTIL an. Hier wurde er Zugführer in Liquiçá (März bis Juni 1976), dann bis September Chef im Subdistrikt Liquiçá und bis November 1976 Sekretär der Region Liquiçá. Von Januar bis November 1977 war Paixão Kommandant des Widerstandssektor Fronteira Norte. Als die Situation zu kritisch wurde und man drohte aufgrund von Krankheit und Hunger zu sterben, nahm Paixão mit den Streitkräften Indonesiens in Fatubessi Kontakt auf. Am 7. Februar 1979 ergaben sich ein Großteil der militärischen und zivilen, osttimoresischen Führer von Fronteira Norte dem indonesischen Bataillon 512. Im Umfeld des Besuchs von Papst Johannes Pauls II. in Osttimor nahm die indonesische Armee präventiv potentielle Störenfriede fest, um Demonstrationen für die Unabhängigkeit zu verhindern. Unter ihnen war erneut auch Paixão, der im Juni 1990 verhaftet und zum Militärstützpunkt in Dili gebracht wurde.
Zur Wiedererlangung der Unabhängigkeit 2002 wurde die FALINTIL ab 1999 unter Aufsicht der Vereinten Nationen in die neue Armee Osttimors überführt. Bereits seit dem 1. Februar 2001 hatte Paixão den Rang eines Oberstleutnants inne und war von Februar 2001 bis März 2004 Chef der Logistik. Von Februar 2004 bis April 2006 war er Kommandeur der Marine, bis September 2007 ständiger Sekretär beim Verteidigungsministerium und bis August 2008 stellvertretender militärischer Oberbefehlshaber der Streitkräfte. Paixão Chef der Operation Halibur Anfang 2008 und nahm die Kapitulation von Rebellenführer Gastão Salsinha entgegen. Ab August 2008 stand Paixão dem Planungsbüro „Forças 2020“ vor und ab dem 14. Januar 2009 war er als Oberst (Coronel) Oberbefehlshaber einer der Teilstreitkräfte. Im Januar 2010 wurde er Stabschef (Chefe de Estado-Maior). Am 6. Oktober 2011 folgte die Beförderung zum Brigadegeneral und stellvertretenden Kommandeur der Streitkräfte.
Am 9. Februar 2015 ernannte Präsident Taur Matan Ruak Paixão zum neuen militärischen Oberbefehlshaber der F-FDTL als Nachfolger von Lere Anan Timur. Dies stieß aber auf Widerstand von Regierung und Parlament, die aufgrund ihres Vorschlagsrechts eine Verlängerung der Amtszeit Lere Anan Timurs gefordert hatten. Schließlich einigte man sich am 15. April auf die Nominierung von Pedro Klamar Fuik als neuen Generalstabschef. Bis zur Amtsübergabe sollte Lere Anan Timur weiter das Kommando führen. Danach sollten er und Paixão entweder in den Ruhestand oder die Reserve wechseln. Innerhalb der Amtszeit von Präsident Taur Matan Ruak erfolgte der Amtswechsel aber dann doch nicht mehr. Die Regierung hatte im Oktober 2015 die Verlängerung der Amtszeit von Lere Anan Timur und Filomeno Paixão empfohlen. Damit bekam Paixão eine dritte Amtszeit, die eigentlich nach geltendem Recht nicht vorgesehen war. Nach Antritt der VII. Regierung folgte Präsident Francisco Guterres dem Vorschlag von Premierminister Alkatiri und verlängerte am 5. Oktober 2017 die Amtszeit Filomeno Paixãos und der bestehenden FDTL-Führung für ein weiteres Jahr, was eine erneute Änderung des Militärgesetzes bedeutete.
2018 wurde Paixão als Verteidigungsminister der VIII. konstitutionellen Regierung Osttimors nominiert, weswegen er seinen Abschied von der F-FDTL einreichte. Allerdings fehlte er bei der Vereidigungszeremonie am 22. Juni. Es gab verwaltungstechnische Probleme. Die formale Entlassung als stellvertretender Kommandeur war administrativ noch nicht vollzogen. Zwar kann die Entlassung durch den Staatspräsident ausgesprochen werden, aber nur auf Antrag der Regierung, die fehlte. Am 5. Juli wurde Paixão von Präsident Guterres zum Verteidigungsminister ernannt und am 9. Juli vereidigt. Das Ministeramt hatte er bis zum Ende der Legislaturperiode am 30. Juni 2023 inne.

## Familie
Paixão ist der Sohn von Miguel Faria de Jesus und Norberta Ximenes de Jesus. Filomeno Paixão ist verheiratet mit Maria José doe Mártieres de Carvalho. Das Paar hat fünf Kinder.

## Auszeichnungen
2017 erhielt Paixão den Ordem de Timor-Leste (Insígnia). Für seine Verdienste als Leiter der Operation Halibur wurde er bereits zuvor mit der Medalha Halibur ausgezeichnet.